# سعید الحربی
سعید الحربی (انگلیسی: Saeed Al-Harbi؛ زادهٔ ۱۹ اوت ۱۹۸۱) یک ورزشکار اهل عربستان سعودی است.
از باشگاههایی که در آن بازی کرده‌است می‌توان به باشگاه فوتبال الشعله عربستان سعودی، باشگاه فوتبال الشباب عربستان سعودی، باشگاه فوتبال الحزم عربستان سعودی، و باشگاه فوتبال الحزم عربستان سعودی، اشاره کرد.